# Lidköping–Kållands järnväg
Lidköping-Kållands järnväg också kallad Tunbanan var en järnväg mellan Lidköping och Tun i Skaraborgs län.

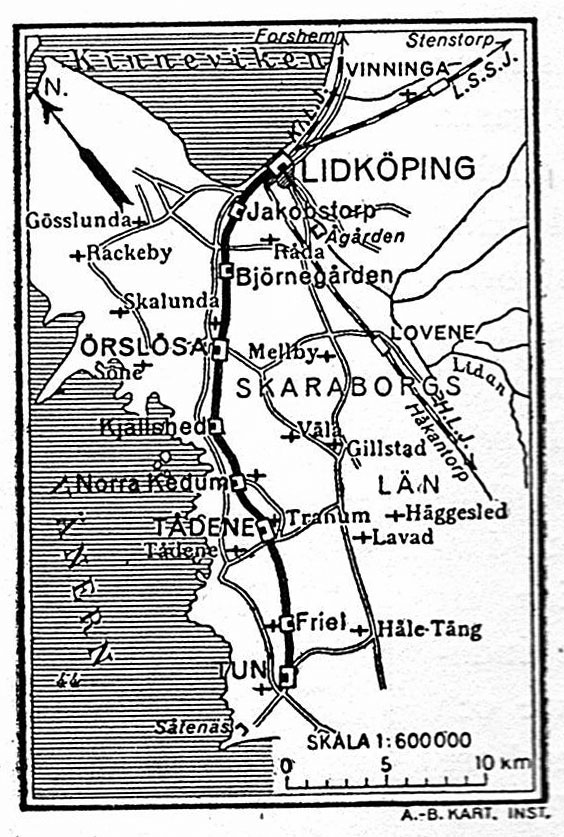
LJ. Karta 1926.

## Historia
Lidköping-Kållands järnväg (LJ) öppnades för trafik den 12 november 1908 på sträckan mellan Lidköping och den "obetydliga platsen" Tun på halvön Kålland i södra Vänern. Lidköping-Kållands Järnvägsaktiebolag erhöll 1908 också koncessioner för sträckorna Tun-Grästorp 12 km vid Uddevalla-Vänersborg-Herrljunga järnväg med fortsättning Grästorp-Hallebo 11 km vid den blivande järnvägen Trollhättan-Nossebro men dessa byggdes inte. Byggkostnaden uppgick till 850 000 kr, 150 000 kr var för fordon.
Trafiken utgick från Lidköpings station och banan avvek från Lidköping-Håkantorps Järnväg ungefär 1 km västerut.
Redan 1925 hade bolaget gått i likvidation och Svenska staten övertog banan en kort tid under 1928 innan den såldes till Lidköpings stad samma år. Trafiken på banan skedde inom konsortiet Lidköpings järnvägar. Järnvägen köptes inte som många andra järnvägar av staten utan den upphörde den 1 januari 1939 på grund av minskad trafik.
Delen närmast Lidköping fanns kvar som industrispår 2010 breddat till 1435 mm (normalspår) men Lidköping har beslutat att ta bort spåret mot Tofta industriområde och därmed försvinner den sista kvarvarande delen av banan. Mellan Tun och Tådene har delar av banvallen använts till enskilda vägar. 